# Pinacia gigantalis
Pinacia gigantalis là một loài bướm đêm trong họ Noctuidae.